# Leslie Denniston
Leslie Denniston (* 19. Mai 1950 in San Francisco, Kalifornien) ist eine US-amerikanische Schauspielerin.
Sie gab ihr Fernsehdebüt 1980 in der US-Fernsehserie Ryan’s Hope. Einem größeren Publikum bekannt wurde sie durch ihre Rolle in Springfield Story als Meave Stoddard Reade, die sie von 1985 bis 1988 spielte. Danach folgten einige Auftritte in verschiedenen Fernsehsendungen.
In den USA ist sie auch als Musicaldarstellerin mit Auftritten am Broadway bekannt.
Leslie Denniston ist seit 1980 mit dem Schauspieler Don Hastings verheiratet. Das Paar hat ein gemeinsames Kind.

## Fernsehserien (Auswahl)
- 1980: Ryan’s Hope
- 1985–1988: Springfield Story
- 1990: As the World Turns
- 1994–2006: Law & Order
- 2000: Die Sopranos (The Sopranos)
- 2005: Criminal Intent – Verbrechen im Visier (Law & Order: Criminal Intent)
- 2008: Das Gesetz der Ehre (Pride and Glory)
- 2010: Good Wife (Fernsehserie, eine Folge)
- 2012: Blue Bloods – Crime Scene New York (Fernsehserie, eine Folge)